# Samson van Dol

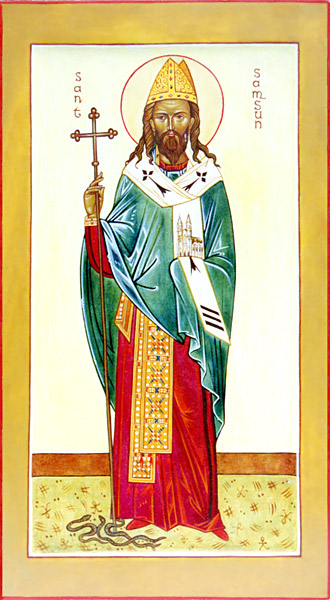
Samson van Dol

Samson van Dol (geboren ca. 490, † Dol-de-Bretagne ca. 565), ook wel gespeld als Samsun, is een heilige in de rooms-katholieke Kerk.
Deze heilige, die gerekend wordt tot de zeven stichters van Bretagne, werd geboren in Zuid-Wales. Zijn leven -waarover weinig met zekerheid bekend is- wordt beschreven in de Vita Sancti Samsonis, een geschrift dat ergens tussen 610 en 820 geschreven moet zijn. Hij werd opgevoed in Llantwit Major en zocht een grotere eenzaamheid in het klooster op het eiland Caldey. Daar werd hij uiteindelijk abt en van daar vertrok hij naar Ierland, en van daar naar Cornwall. In 521 zou hij tot bisschop gewijd zijn.
Vervolgens reisde hij naar de Scilly-eilanden, waar Samson naar hem is vernoemd. Vervolgens ging hij naar Guernsey en vervolgens naar Bretagne, waar hij de abdij van Dol stichtte en ook zou zijn gestorven.
Zijn feestdag is 28 juli.